# Ivo Perišin
Ivo Perišin (Kaštel Kambelovac, 4. srpnja 1925. – Zagreb, 30. listopada 2008.), hrvatski ekonomist, pedagog, političar i profesor emeritus Ekonomskog fakulteta u Zagrebu, redoviti član Hrvatske akademije znanosti i umjetnosti u Razredu za društvene znanosti. 

## Životopis
Ivo Perišin rodio se 1925. godine u Kaštel-Kambelovcu, kod Splita, gdje je završio osnovnu školu, a gimnaziju u Splitu. Školovanje je bilo prekinuto za vrijeme rata u kojem sudjeluje od 1941. godine. Studira ekonomske znanosti na Financijsko-ekonomskom institutu u Lenjingradu, s kojeg (nakon završena 4 semestra) prelazi na Ekonomski fakultet u Zagrebu gdje diplomira 1949. godine.
Nakon diplomiranja radi u Ministarstvu financija u Zagrebu i Osijeku, a zatim nekoliko godina radi kao profesor na srednjoj ekonomskoj školi gdje predaje "financije" i "ekonomiku".
Godine 1956. postaje profesor Visoke privredne škole u Zagrebu, a zatim Ekonomskog fakulteta. Tu počinje njegov sustavni znanstveni rad na pitanjima novca, kredita i bankarstva. Ulaskom Visoke privredne škole u sastav Zagrebačkog sveučilišta (1958.) izabran je za izvanrednog profesora, a 1967. godine za redovnog iz predmeta "financije" (monetarno-kreditna politika).
Godine 1959. doktorira u Beogradu tezom "Novčana kretanja i njihov značaj u privrednom životu". Zatim odlazi na specijalizaciju u Francusku, Belgiju i Italiju radi proučavanja zapadnoeuropske monetarno-kreditne politike. 
Iako je od 1963. godine, kao istaknuti financijski stručnjak, obavljao značajne dužnosti (među ostalim generalni direktor NB Hrvatske, podsekretar u Saveznom sekretarijatu za financije, guverner Narodne banke Jugoslavije, predsjednik Izvršnog vijeća Sabora, predsjednik Sabora SRH, a od 1978. – 1986. godine predsjednik Saveznog Savjeta za privredni razvitak i ekonomsku politiku), nastavno-znanstvenu djelatnost nije nikada prekidao.

Od 1965. do 1967. godine bio je splitski gradonačelnik.

Nastavnička i znanstvena djelatnost prof. Perišina se tako isprepletala s njegovim višegodišnjim angažmanom na najodgovornijim mjestima našeg financijskog, a posebno monetarnog sistema.

Nekoliko godina sudjelovao je u radu skupština i konferencija Međunarodnog monetarnog fonda, Svjetske banke i Banke za međunarodne obračune u Baselu te na nekoliko međunarodnih simpozija. Do kraja 2007. godine objavio je 30 knjiga i 160 studija, a uz to velik broj članaka u dnevnom tisku, recenzija i referata.

## Znanstveni rad
U njegovu znanstvenom djelovanju četiri teme zauzimaju dominantno mjesto.
Kao monetarnog teoretičara i istraživača, a zatim i kao jednog od vodećih ekonomskih političara, zaokuplja ga problematika novčanih kretanja, a posebno novčanih tokova i njihovih određujućih faktora. Njegovi najvažniji radovi o toj tematici jesu knjige "Novac i privredni razvoj" (Zagreb 1961) i "Monetarno-kreditna politika" (Zagreb 1964. god.).
Na te radove koji predstavljaju fundamentalna i veoma konkretna istraživanja nadovezuju se njegove studije i mnogobrojni prilozi o karakteru i uzrocima naše, pa i svjetske ekonomske nestabilnosti i inflacije.
Treće područje specijalnog znanstvenog interesiranja Ive Perišina je istraživanje veoma složene i specifične sfere kreditnih odnosa u okviru cjelokupnih društveno-ekonomskih odnosa u nas.
Najbolji pregled tog rada sadržan je u Zborniku njegovih radova "Novac, kredit i bankarstvo u sistemu samoupravljanja" – Zagreb, 1975., koja uključuje i studiju "Transformacija, kreditnog i bankarskog sistema Jugoslavije".
Spoznaje do kojih je došao obrađujući probleme monetarnog i kreditnog sustava, nestabilnosti i inflacije tog kod nas postojećeg sustava financijskih odnosa usmjerili su ga na istraživanje svjetskog financijskog sustava i financijskog tržišta kao četvrto područje njegovog istraživačkog rada. Rezultat tih najnovijih njegovih istraživanja predstavlja opsežno djelo (580 strana) "Svjetski financijski vrtlog" koje je objavljeno 1988.
Od 1977. g. član je JAZU kada je izabran za izvanrednog člana Akademije, a od 17. svibnja 1990. redovni član HAZU.
Za svoj znanstveni rad dobio je dvije nagrade Božidar Adžija. Prvu 1972., a drugu 1976. godine. K tome dobio je nagradu Grada Splita 1984. g.
Senat Zagrebačkog sveučilišta 16. studenog 1993. godine, dodijelio mu je počasno zvanje prof. emeritus.
Ukupnim svojim djelom akademik Ivo Perišin osigurao je sebi trajno mjesto u hrvatskoj ekonomskoj znanosti.